# Castello di Sacrow
Il castello di Sacrow (in tedesco: Schloss Sacrow) è un edificio situato a Potsdam, nel Brandeburgo. Esso è posto sotto tutela monumentale (Denkmalschutz).

## Descrizione
Il suo interno è barocco. È situato vicino al lago di Petzow e alla chiesa del Redentore. Nel suo parco vi è una quercia secolare.

## Storia
Fu costruito, nel 1773, dal tenente svedese Johann Ludwig von Hördt, al posto di una fortezza costruita nel XIV secolo. Nel corso del tempo cambiò diversi proprietari e fu ampliato. Durante il Terzo Reich fu quartiere residenziale e ufficio della guardia forestale. Nel periodo della divisione tra Germania Est e Germania Ovest, l'edificio fu utilizzato come casa di riposo per le vittime del Nazismo e per i bambini. Nel 1993, dopo la riunificazione, viene a far parte di una fondazione per i parchi e per i castelli prussiani. Nel 2003 è stato utilizzato temporaneamente come museo "estivo". Tra l'agosto 2008 e il gennaio 2009 l'esterno del castello e le adiacenze sono stati utilizzati per alcune riprese della soap opera La strada per la felicità (villa  Van Weyden).
Nel 1992 fu incluso nel patrimonio dell'umanità UNESCO denominato "Palazzi e parchi di Potsdam e Berlino".

## Altre foto

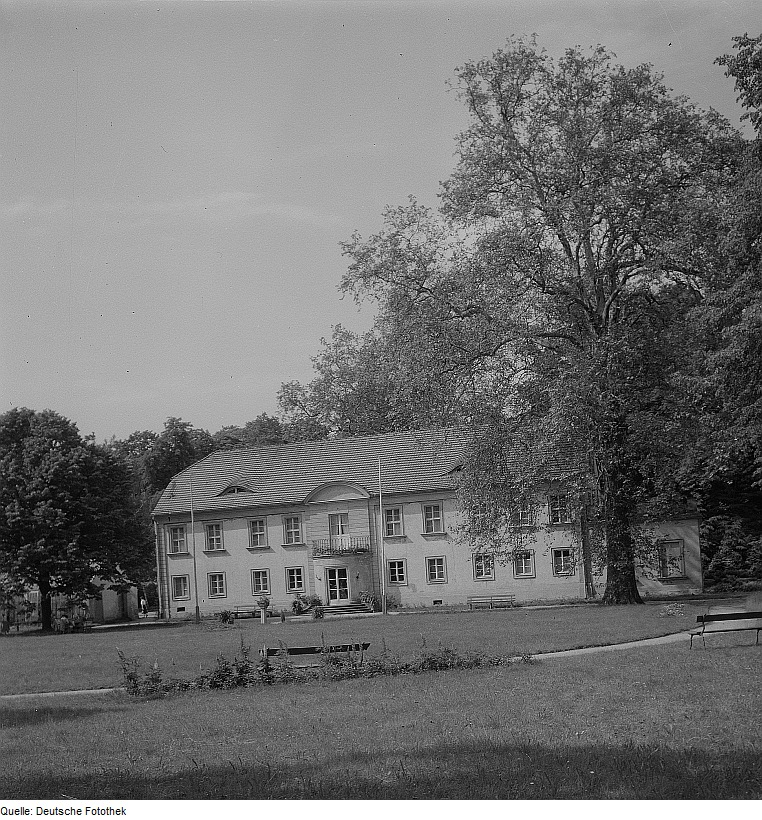
Una foto in bianco e nero del retro del castello
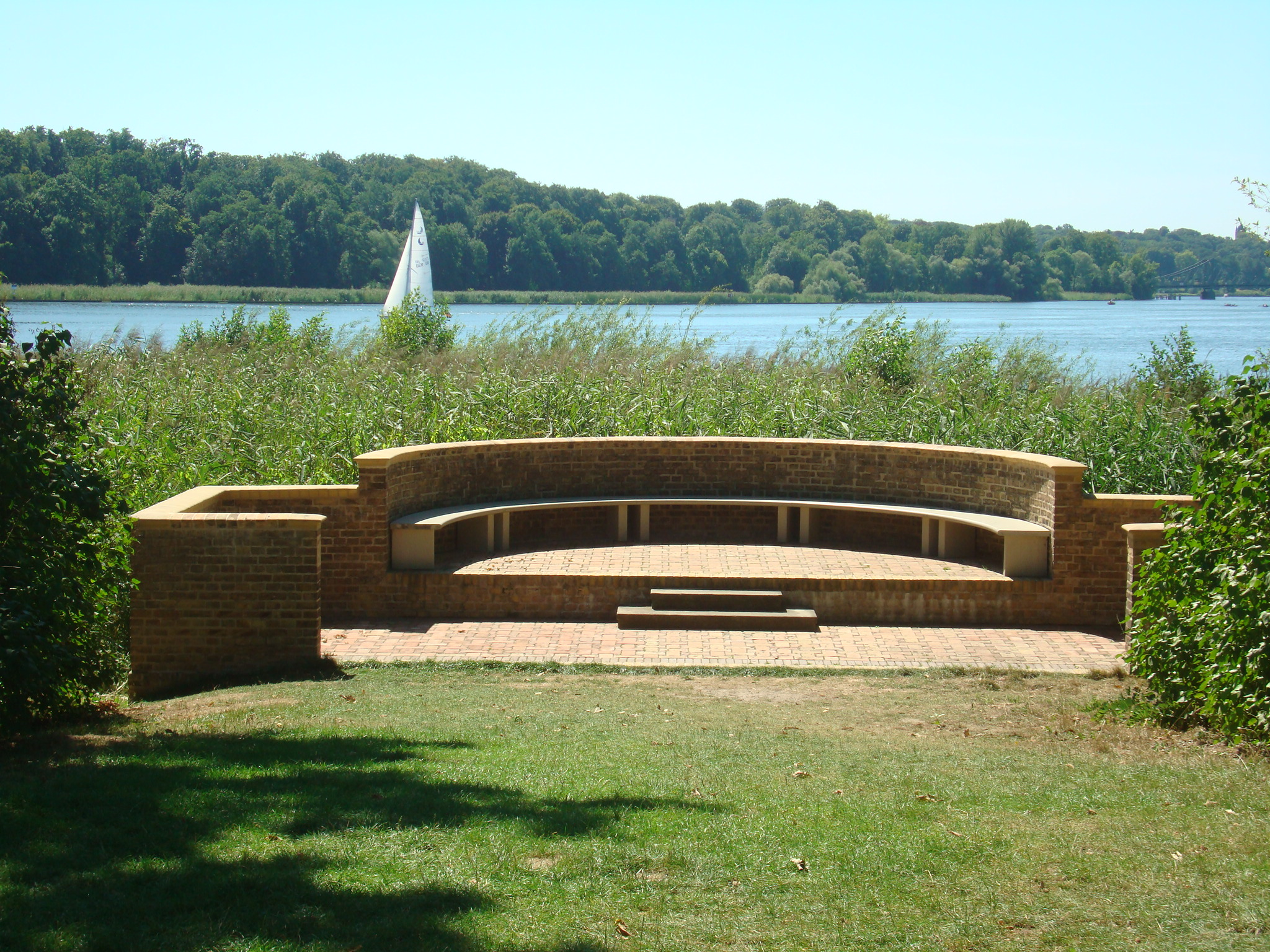
Il parco del castello di Sacrow